# Ferdinand Springer senior

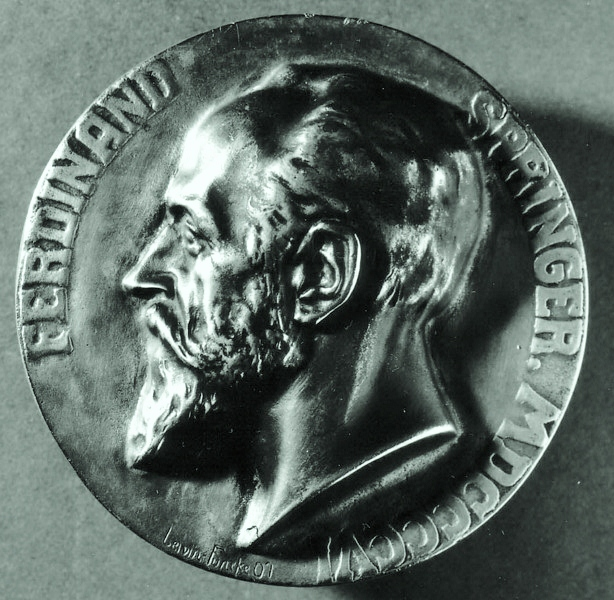
Ferdinand Springer
Bildhauer Arthur Lewin-Funcke
Archiv: Nachlaß

Ferdinand Springer senior (* 21. Juli 1846 in Berlin; † 27. Dezember 1906 in Berlin) war ein deutscher Verleger.

## Leben
Ferdinand Springer war der älteste Sohn von Julius Springer, dem Gründer der gleichnamigen Verlagsbuchhandlung. Springer besuchte das Friedrichs-Gymnasium in Berlin und bis 1864 die Landesschule Pforta. Seine Ausbildung erhielt er in der Buchhandlung Wilhelm Hertz in Berlin. Weitere Erfahrungen sammelte Springer in Buchhandlungen in Bremen und Bern. Seinen Militärdienst leistete er als Freiwilliger beim Brandenburgischen Füsilierregiment Nr. 35.
Nach Teilnahme am Deutsch-Französischen Krieg trat Springer 1871 in den väterlichen Verlag ein. Nach dem Tod des Vaters im Jahr 1877 führte er den Verlag unter dem angestammten Namen allein weiter. Die Buchhandlung war bereits 1858 verkauft worden.
Besonders erfolgreich war Springer mit der Gründung wissenschaftlicher Zeitschriften, aus denen er florierende Verlagszweige entwickelte. Durch Kontakte zu Reichsbehörden (zum Beispiel Kaiserliches Gesundheitsamt, Reichseisenbahnamt, Reichspostamt), Vereinigungen, Verbänden und Firmen gewann er zahlreiche Autoren. 1880 nahm Springer seinen jüngeren Bruder Fritz Springer (1850–1944), einen diplomierten Ingenieur, in den Verlag auf. Mit ihm begann der Aufbau des Technikverlages, eines der bedeutendsten in Deutschland. Hierzu trug auch die enge Verbindung zum Verein Deutscher Ingenieure bei.

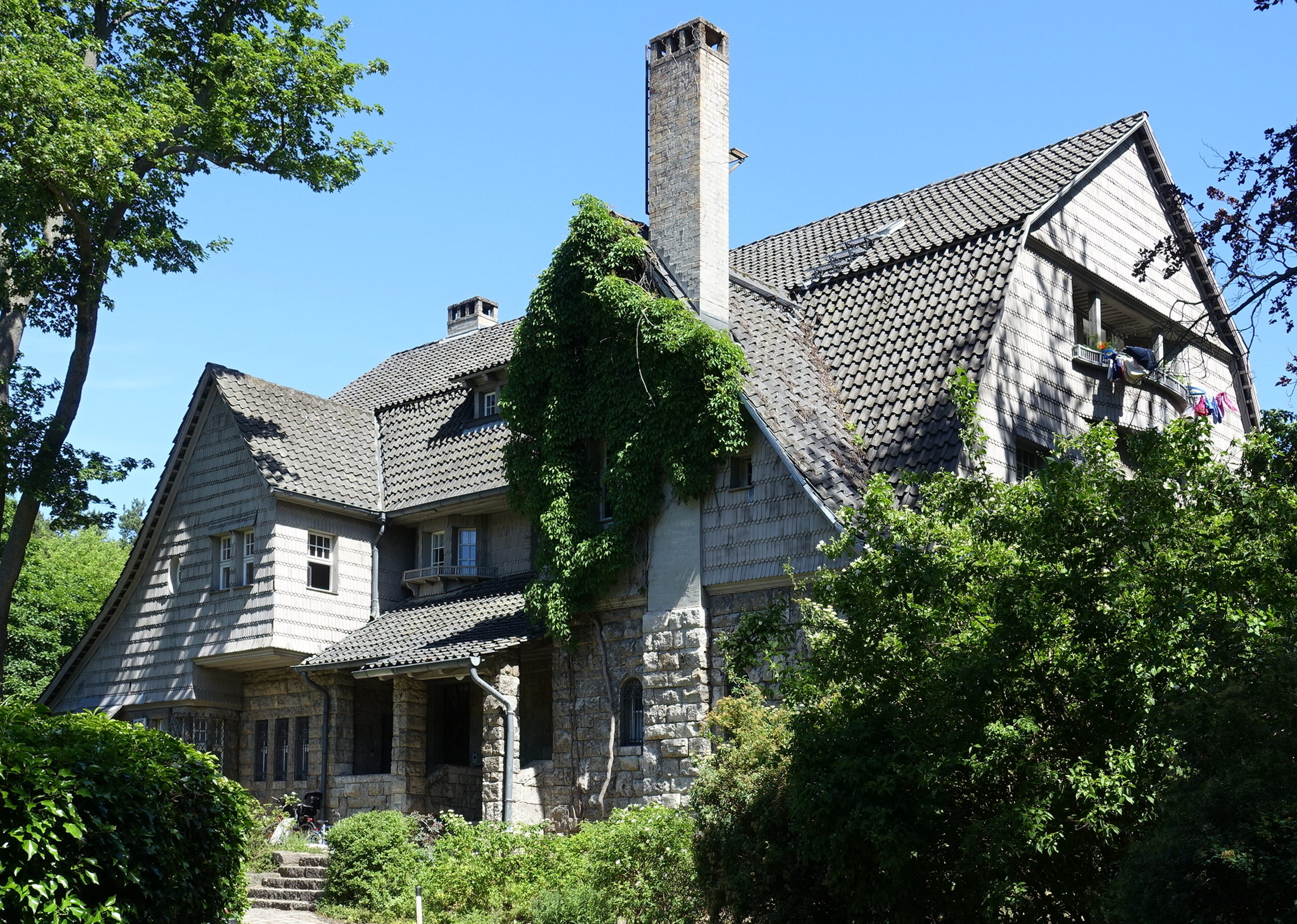
Das von Alfred Messel für Springer am Wannsee errichtete Landhaus

Springer ließ sich 1901 am Großen Wannsee, gegenüber vom Anwesen des Malers Max Liebermann, von dem Architekten Alfred Messel ein nobles Landhaus errichten, das „als eines der ersten und vollendetsten Landhäuser nach englischem und amerikanischem Vorbild in die Berliner Baugeschichte einging.“ Das Haus nahm nach Verkauf durch die Erben Anfang der 1920er-Jahre in der NS-Zeit zunächst eine Dienststelle der Deutschen Arbeitsfront auf und diente dann von 1940 bis 1945 als Reichsschulungsburg der NSDAP. Das 1979 in ein Mehrfamilienhaus umgewandelte Bauwerk ist als Baudenkmal gelistet; der ebenfalls von Messel gestaltete Landschaftsgarten des Anwesens ist jedoch verloren gegangen. 1904 erwarb Ferdinand Springer zudem ein benachbartes Seegrundstück und ließ dort von Max Landsberg einen – nicht erhaltenen – Teepavillon errichten.

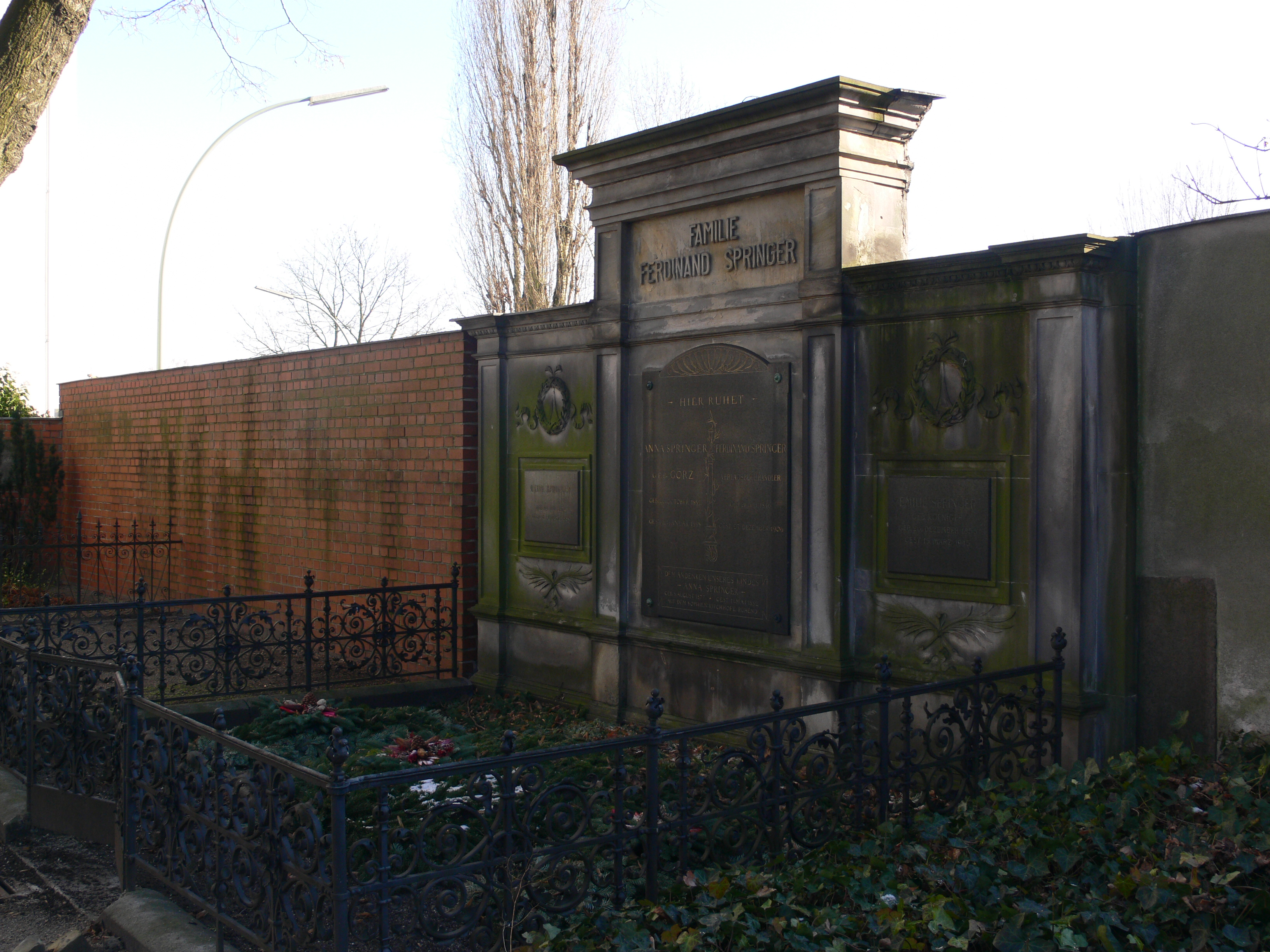
Erbbegräbnis der Familie Springer auf dem Alten St.-Matthäus-Friedhof in Berlin-Schöneberg

Ferdinand Springer, der einen ökonomischen Liberalismus vertrat, stand zunächst den Buchhandelsreformen Adolf Kröners fern, bekannte sich aber 1904 bei den Kontradiktorischen Verhandlungen in Berlin zu deren Grundsätzen. Das zentrale Anliegen war die Buchpreisbindung, die bis heute besteht. 1904 nahmen Springer und sein Bruder Fritz die jeweils ältesten Söhne Ferdinand Springer junior und Julius Springer d. J. in den Verlag auf und machten sie 1906 zu Teilhabern.
Ferdinand Springer starb 1906 im Alter von 60 Jahren in Berlin und wurde auf dem Matthäus-Kirchhof in Schöneberg beigesetzt, in einem Erbbegräbnis, das er nach dem Tod seiner ersten Frau Anna geb. Görz (1852–1885) erworben hatte. Das erhaltene, von W. Martens geschaffene Wandgrab aus grauem Kalkstein ist dreiachsig und wird dominiert von dem erhöhten Mittelteil, mit Inschriftentafeln aus schwarzem Granit in allen drei Wandfeldern. Viele bildkünstlerische Schmuckelemente der Anlage sind nach 1945 verloren gegangen. Auch Springers Witwe Emilie geb. Koeniger (1855–1945) fand hier ihre letzte Ruhestätte. 1986 erfolgte eine Restaurierung des Grabgitters aus Mitteln des Verlags.